# Frères Rodríguez Ruelas
Les frères Rodríguez Ruelas ((es) Los hermanos Rodríguez) désigne la famille composée de :
- Roberto Rodríguez (1909 - 1995)
- Joselito Rodríguez (1907 - 1985)

qui inventèrent un procédé de cinéma sonore et l'utilisèrent sur le premier film parlant de l'histoire du cinéma mexicain en 1931 : Santa d'Antonio Moreno. 

La famille inclut également :
- Ismael Rodríguez (1917 - 2004), réalisateur, surnommé le « cinéaste du peuple mexicain »

## Distinctions
Les frères Rodríguez reçurent la première médaille Salvador-Toscano en 1983.